# جورج إف. غان جونيور
جورج إف. غان جونيور (بالإنجليزية: George F. Gunn, Jr.)‏ هو محامي وقاضي أمريكي، ولد في 29 أكتوبر 1927 في فورت سميث في الولايات المتحدة، وتوفي في 20 مايو 1998 في سانت لويس في الولايات المتحدة.